# Orkla ASA
Orkla ist ein norwegischer Mischkonzern mit Hauptsitz in Oslo. Das Unternehmen geht auf einen 1654 gegründeten Vorläufer zurück und ist an der Osloer Börse im OBX Index gelistet.
Das Unternehmen stellt Produkte in vielen Branchen her. Hauptabsatzmarkt ist Europa.

## Geschichte
Orklas Firmengeschichte reicht bis in das Jahr 1654 zurück, als in Sør-Trøndelag, Norwegen, Pyrit durch das Unternehmen Orkla abgebaut wurde. Später wurde auch Kupfer vom Unternehmen abgebaut, doch 1854 wurde der Kupferbergbau beendet. 1904 wurde Orkla Grube-Aktiebolag durch Christian Thams gegründet, um kommerziellen Bergbau bei Løkken Verk zu betreiben. Hierzu wurde auch die erste elektrische Eisenbahn, die Thamshavnbanen, zwischen Løkken Verk und Thamshavn, gebaut. Diese Eisenbahnstrecke wird, seit der Bergbaubetrieb bei Løkken Verk am 10. Juli 1987 aufhörte, als Eisenbahnmuseum betrieben.
1929 wurde Orkla an der Osloer Börse gelistet, und 1931 wurde der Hochofen bei Thamshavn, Orkanger, in Betrieb genommen. 1941 diversifizierte Orkla seine Firmenbereiche und eröffnete 1975 Standorte in Oslo. 1984 übernahm Orkla norwegische Zeitungen und baute verstärkt den Unternehmenssektor Medien durch das Tochterunternehmen Orkla Media, das zu den drei größten norwegischen Medienunternehmen gehört.
1988 fusionierte Orkla mit dem Unternehmen Borregaard aus Sarpsborg zum Konzern Orkla Borregaard und fusionierte wiederum 1995 mit dem Unternehmen Nora Industrier. Orkla investierte massiv in den Sektor Nahrungsmittel und erwarb in der Folgezeit die Unternehmen Pripps aus Schweden (inklusive deren Anteile an der Baltic Beverages Holding) sowie die norwegischen Unternehmen Abba Seafood und Procordia Food.
1992 erwarb Orkla den hälftigen Anteil am Verlag Egmont-Mortensen und band diesen Bereich in sein Tochterunternehmen Orkla Media ein. Gleiches geschah 2000 mit dem Erwerb des dänischen Medienunternehmens Det Berlingske Officin (heute Berlingske Media).
Infolge der Fusion der norwegischen Firmen Ringnes und Pripps mit der Carlsberg Brauerei, an der Orkla 40 % Prozent hielt, verkaufte Orkla seinen Anteil an der Brauerei 2004.
2004 erwarb Orkla SladCo und 2005 erwarb Orkla das norwegische Unternehmen Elkem. Zwei Jahre später wurde das Tochterunternehmen Orkla Media an das von David Montgomery geführte Unternehmen Mecom verkauft.
Im Oktober 2017 verkaufte Orkla alle Anteile am bisherigen 50/50 Joint-Venture Sapa AS an den Partner Norsk Hydro.

## Aktionärsstruktur
Die drei größten Einzelaktionäre der Orkla ASA sind Canica AS (das Family-Office von Stein Erik Hagen) mit 19,99 %, Folketrygdfondet (staatlicher Staatlicher Pensionsfonds Norwegens) mit 8,13 % und Tvist 5 AS (Stein Erik Hagen zuzurechnen) mit 4,91 % (Stand 31. Dezember 2024). Weitere Anteile werden von Gesellschaften naher Angehöriger Stein Erik Hagens gehalten, so dass diesem Kreis insgesamt gut 25 % der Orkla-Aktien zuzurechnen sind.

## Tochterunternehmen des Orkla Konzerns

### Nahrungsmittelsektor
- Abba Seafood
- P&W
- Bakers
- Chips
  - KiMs
- Collet Pharma
- Felix Abba
  - Felix Austria
- Göteborgs Kex
- LaMote
- Lilleborg
- Peter Möller
- Nidar
- Nora
- Odense Marcipan
- Orkla Foods Česko a Slovensko (seit 2013, bis 2016 als Vitana firmierend)[3]
  - Hamé[4]
- Orkla Foods Denmark
  - Beauvais
  - Den Gamle Fabrik
  - Glyngøre
  - Pastella
- Orkla Latvija (bis 2019 Orkla Foods Latvija)[5]
  - Ādažu Čipsi
  - Everest
  - Gutta
  - Laima[6]
  - Latplanta
  - Pedro
  - Selga[7]
  - Spilva
  - Staburadze
- OLW
- Procordia Food
- SladCo
- Stabburet
- SSætre

### Industriesektor
- Borregård

### Finanzsektor
- Orkla Finance (norwegisches Finanzunternehmen mit Investments, Versicherungen und Vermögensverwaltung)
- Über verschiedene Investments hielt der Konzern per September 2006 auch Beteiligungen an den Unternehmen Renewable Energy Corporation (29,74 %), FAST Search & Transfer (23,77 %), Rieber & Søn (17,21 %), Storebrand (14,07 %), Steen & Støm (11,92 %) und Capio (5,01 %).

### Mediensektor
Des Weiteren war Orkla Media ein Unternehmensbereich von Orkla, der 2006 an die Mecom Group verkauft wurde.